# 电子稳定程序
电子稳定程序，亦稱車身動態穩定系統（常缩写為ESP），又称电子稳定控制系统（缩写：ESC），是对旨在提升车辆的操控表现的同时、有效地防止汽车达到其动态极限时失控的系统或程序的通称。电子稳定程序能提升车辆的安全性和操控性。
最早是由戴姆勒集團研發投入至其旗下的賓士之上，故有人稱賓士為ESP創始者。

## 工作原理
在一定的路面条件和车辆负载条件下，车轮能够提供的最大附着力为定值，即在极限情况下，车轮受到的纵向力（沿车轮滚动方向）与侧向力（垂直车轮滚动方向）为此消彼长关系。电子稳定程序可分别控制各轮的纵向的制动力，从而对侧向力施加影响，从而提高车辆的操控性能。
当纵向力达到极值时（比如车轮抱死），侧向力即为0，此时车辆的横向运动将不受控制，即发生侧滑，此时可能无法按司机的意愿进行变道或者转弯。电子稳定程序可以检测并预防车辆侧滑，当电子稳定程序检测到车辆将要失控，它会向特定的车轮施加制动力从而帮助车辆按照驾驶者期望的方向前进。
在转弯时，一种可行的控制策略为：当车辆有转向不足的倾向时，系统可以向转弯内侧的后轮增加制动力，随之对车身产生帮助转向的力矩；当有转向过度的倾向时，系统可以向转弯外侧的前轮施加制动力，由于此轮纵向力的增加，所能提供的侧向力减小，随之对车身产生抵抗转向的力矩。从而保证了行驶的稳定。部分的电子稳定程序系统还会在车辆失控时减低发动机的动力。
通常ESP包括電子煞車分配力系統（EBD, Electrical Brake Distribution）、防鎖死煞車系統（ABS, Anti-lock Brake System）、牵引力控制系統（TCS, Traction Control System）、車輛動態控制系統（VDC, Vehicle Dynamic Control）这几项功能。EBD调节制动力分配，以防止车辆后轮先抱死，一般情况下只有模块硬件出现故障时才会失效；ABS防止车轮抱死，通过计算出车辆滑移率，控制在峰值附着系数附近，这属于被动安全控制；TCS牵引力控制系统，作用工况通常为低附路面车辆起步时，深度油门，驱动轮滑转，TCS发出请求发动机降扭同时轻微施加制动，使得车辆平顺起步，目前标定车辆，可以达到在冰雪路面上全油门平顺起步；VDC车辆动态稳定控制系统，主要通过对单个车轮主动增压以纠正车轮的不足转向和过渡转向。TCS和VDC属于主动增压，即不用施加制动踏板力即可以对制动管路施加压力。
ESP所需传感器包括：主缸压力传感器、四个轮速传感器、方向盘转角传感器、横摆角速度传感器、加速度传感器等。

## 不同的商品名称
由于汽车制造商的策略不同，电子稳定程序的商品名也不尽相同，不過文意概念大致上是一樣的。以下是部分厂商各自的ESP商品名列表：
- （Acura）：车辆稳定辅助系统（Vehicle Stability Assist, VSA）
- （Alfa Romeo）：车辆动态控制系统（Vehicle Dynamic Control, VDC）
- 奥迪（Audi）：电子稳定程序（ESP - Electronic Stabilization Program）
- （Buick）：稳定循迹控制系统™（StabiliTrak®）[2]
- 宝马（BMW）：包含动态牵引力控制系统的动态稳定控制系统（Dynamic Stability Control, DSC, including Dynamic Traction Control）
- （Cadillac）：全速牵引力控制系统及稳定循迹控制系统™（All-Speed Traction Control & StabiliTrak®）[2]
- 雪佛兰（Chevrolet）：稳定循迹控制系统™（StabiliTrak®）[2]；主动控制系统（Active Handling）[3]
- （Chrysler）：电子稳定程序（Electronic Stability Program, ESP）
- 雪铁龙（Citroën）：电子稳定程序（Electronic Stability Program, ESP）
- 道奇（Dodge）：电子稳定程序（Electronic Stability Program, ESP）
- 戴姆勒（Daimler）：电子稳定程序（Electronic Stability Program, ESP）
- （Fiat）：电子稳定程序（Electronic Stability Program, ESP）；车辆动态控制系统（Vehicle Dynamic Control, VDC）
- 法拉利（Ferrari）：稳定控制系统（Controllo Stabilità, CST）
- 福特（Ford）：电子稳定增强系统™（AdvanceTrac®）[4]；互动车辆动态控制系统（Interactive Vehicle Dynamics, IVD）；电子稳定程序（Electronic Stability Program, ESP）；动态稳定控制系统（Dynamic Stability Control, DSC）[5]
- 通用（General Motors）：稳定循迹控制系统™（StabiliTrak®）[2]
- 本田（Honda）：电子动态控制系统（Electronic Stability Control, ESC）车辆稳定辅助系统（Vehicle Stability Assist, VSA）电子稳定程序（Electronic Stability Program, ESP）
- 霍顿（Holden）：电子稳定程序（Electronic Stability Program, ESP）
- 现代（Hyundai）电子稳定程序（Electronic Stability Program, ESP）车辆动态控制系统（Vehicle Dynamic Control, VDC）车辆稳定辅助系统（Vehicle Stability Assist, VSA）
- （Infiniti）车辆动态控制系统（Vehicle Dynamic Control, VDC）
- （Jaguar）：动态稳定控制系统（Dynamic Stability Control, DSC）
- 吉普（Jeep）：电子稳定程序（Electronic Stability Program, ESP）
- 起亚（Kia）：电子稳定控制系统（Electronic Stability Control, ESC）
- （Land Rover）：动态稳定控制系统（Dynamic Stability Control, DSC）
- （Lexus）：带有车辆稳定控制（Vehicle Stability Control, VSC）功能的车辆动态综合管理系统（Vehicle Dynamics Integrated Management, VDIM）
- 林肯（Lincoln）：电子稳定增强系统™（AdvanceTrac®）[4]
- 納智捷 (Luxgen) : 動態車輛穩定系統 (Electronic Stability Control, ESC)
- 玛莎拉蒂（Maserati）：玛莎拉蒂稳定程序（Maserati Stability Program, MSP）
- （Mazda）：动态稳定控制系统（Dynamic Stability Control, DSC）
- （Mercedes-Benz，首创者）：电子稳定程序（Electronic Stability Program, ESP）
- 水星（Mercury）: 电子稳定增强系统™（AdvanceTrac®）[4]
- 迷你（MINI）：动态稳定控制系统（Dynamic Stability Control, DSC）
- 三菱（Mitsubishi）多功能主动刹车与牵引控制系统（Active Skid and Traction Control MULTIMODE, M-ASTC）、車身動態穩定控制系統（Active Stability Control, ASC）
- 日产（Nissan）车辆动态控制系统（Vehicle Dynamic Control, VDC）
- （Oldsmobile）：精确控制系统（Precision Control System, PCS）
- 欧宝（Opel）：电子稳定程序（Electronic Stability Program, ESP）
- 标致（Peugeot）：电子稳定程序（Electronic Stability Program, ESP）
- （Pontiac）：稳定循迹控制系统™（StabiliTrak®）[2]
- 保时捷: 保时捷稳定管理系统（Porsche Stability Management, PSM）；牵引力控制系统（Traction Control, TC）[6]
- 雷诺（Renault）：电子稳定程序（Electronic Stability Program, ESP）
- （Rover）：动态稳定控制系统（Dynamic Stability Control, DSC）
- （Saab）：电子稳定程序（Electronic Stability Program）
- （Saturn）：稳定循迹控制系统™（StabiliTrak®）[2]
- （SEAT）：电子稳定程序（Electronic Stability Program）
- （Škoda）：电子行車稳定程序（Electronic Stability Control, ESC）
- （Smart）：电子稳定程序（Electronic Stability Program）
- （Subaru）：车辆动态控制系统（Vehicle Dynamics Control Systems, VDCS）
- 铃木（Suzuki）：电子稳定程序（Electronic Stability Program, ESP）
- 丰田（Toyota）：带有车辆稳定控制（Vehicle Stability Control, VSC）功能的车辆动态综合管理系统（Vehicle Dynamics Integrated Management, VDIM）
- （Vauxhall）：电子稳定程序（Electronic Stability Program）
- （Volvo）：动态稳定和牵引力控制系统（Dynamic Stability and Traction Control, DSTC）
- （Volkswagen）：电子稳定程序（Electronic Stability Program）